# 阿斯佩尔若克
阿斯佩尔若克（法語：Asperjoc，法語發音：[aspɛʁʒɔk]）是法国阿尔代什省的一个旧市镇，属于拉让蒂耶尔区。

## 地理
阿斯佩尔若克（44°41'5"N, 4°21'33"E）面积8.47 平方千米，位于法国奥弗涅-罗讷-阿尔卑斯大区阿尔代什省，该省份为法国东南部内陆省份，北起顺时针与卢瓦尔省、伊泽尔省、德龙省、沃克吕兹省、加尔省、洛泽尔省和上盧瓦爾省接壤。
与阿斯佩尔若克接壤的市镇（或旧市镇、城区）包括：艾扎克、沃拉讷河畔昂特赖格、热内斯泰勒、瑞维纳、圣昂代奥德瓦尔、瓦尔斯莱班。

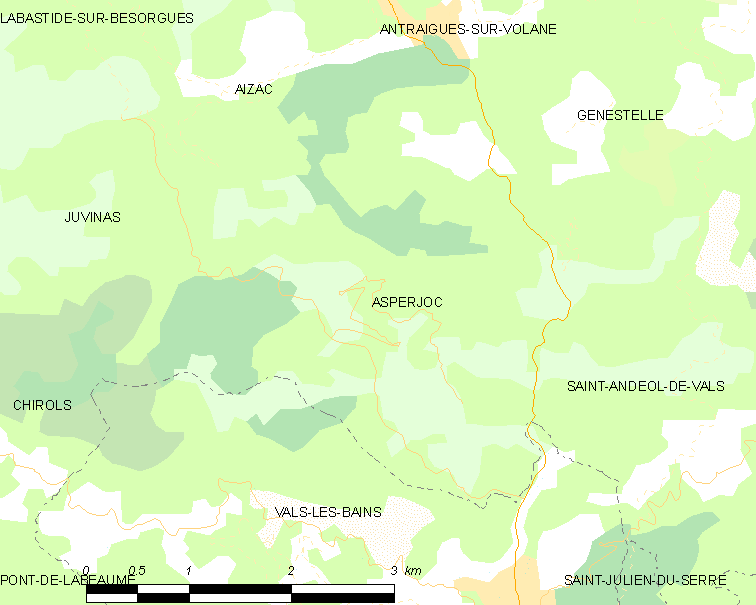
阿斯佩尔若克的OSM定位图

阿斯佩尔若克的时区为UTC+01:00、UTC+02:00（夏令时）。

## 行政
阿斯佩尔若克的邮政编码为07600，INSEE市镇编码为07016。

## 政治
阿斯佩尔若克所属的省级选区为欧布纳第一县。

## 人口

1962-2008年间阿斯佩尔若克人口变化图示

阿斯佩尔若克于2018年1月1日时的人口数量为389人。